# Stazione di Padova Interporto
Stazione di Padova Interporto vasútállomás Olaszországban, Veneto régióban, Padova településen.

## Vasútvonalak
Az állomást az alábbi vasútvonalak érintik:
- Padova-Padova Interporto-vasútvonal

## Kapcsolódó állomások
A vasútállomáshoz az alábbi állomások vannak a legközelebb: 